# Aussau-Irati
L'Aussau-Irati és un formatge de pasta premsada no cuita del País Basc i del Bearn, al departament dels Pirineus Atlàntics. Es beneficia d'una AOC des de 1980 i d'un reconeixement europeu com a DOP. El seu nom ve del pic d'Aussau que domina la vall d'Aussau i tot el Bearn, i de la selva d'Irati, que és la fageda més gran d'Europa, a cavall entre els Pirineus bascs, occitans i aragonesos. Moltes vegades, a la zona, se l'anomena simplement brebis, que vol dir ovella en francès, o aulha, que és també ovella en occità. És un formatge a base de llet d'ovella de les races Manech i Basco-bearneses, d'un pes de 2-3 kg per al petit format, 4-5 i fins a 7 kg per al gran format. La seva crosta té un color anant del groc taronja al gris cendrós. La seva fabricació és estacional: les ovelles només donen llet de novembre a juliol, de vegades agost. El seu període de degustació òptima s'estén de juny a novembre després d'un afinament de 4 a 6 mesos, però també és excel·lent de maig a desembre. Té una bonica pasta ivori que inclou sabors excepcionals. Comprèn 1.700 productors de llet, dels quals un centenar són granges i una dotzena són cooperatives.